# Кабісуела
Кабісуела (ісп. Cabizuela) — муніципалітет в Іспанії, у складі автономної спільноти Кастилія-і-Леон, у провінції Авіла. Населення — 117 осіб (2010).
Муніципалітет розташований на відстані близько 110 км на північний захід від Мадрида, 28 км на північ від Авіли.

## Демографія
Динаміка населення (INE ):